# الملائكة تغسل وجوهها
الملائكة تغسل وجوهها (بالإنجليزية: The Angels Wash Their Faces)‏ هو فيلم أبيض وأسود درامي أمريكي من إخراج راي إنرايت انتجته شركة وارنر براذرز صدر عام 1939 من بطولة آن شيريدان ورونالد ريغان وفرقة ديد إند كيدز. يحكي الفيلم محاولة أحد السجناء السابقين بدء حياة جديدة لكنه يتورط مع رجال العصابات والمسؤولين الفاسدين، مما يؤدي إلى اتهامه زوراً بالحرق العمد والقتل.
شارك الممثل رونالد ريغان الذي سيصبح لاحقاً الرئيس الأمريكي في بطولة الفيلم بدور المدعي العام الذي يناضل من أجل الدفاع عن بشخص بريء.

## ملخص القصة
يُطلق سراح غابي رايان من مدرسة الإصلاح وتأخذه أخته جوي إلى منزل جديد لبدء حياة جديدة حيث لا يعرف أحد ماضيه، ومع ذلك ينضم جابي على الفور إلى عصابة بيل ستريت تيرمايت، ويلتقي برجل العصابات ويليام كرونر، الذي يتهم غابي بإشعال حريق في أحد ممتلكات كرونر. ويستغل ألفريد مارتينو، مشعل الحرائق الفعلي الفرصة لإيقاع غابي في مشاكل أخرى. فيحرق أحد مجمعات الشقق الخاصة به حتى يتمكن من جمع أموال التأمين، لكن أحد الأطفال المسمى سليبي يُقتل في الحريق.
يحاول باتريك ريمسون، مساعد المدعي العام إثبات براءة غابي. لا تقتصر دوافعه على إثبات براءة غابي فحسب، بل وأيضًا التقرب من أخت غابي. كرست جوي حياتها لمساعدة غابي وتهمل اهتماماتها الأخرى مثل الحشد ضد الفساد في حكومة المدينة، وهو ما يرضي مارتينو. في نهاية الأمر يُدان غابي ويُحكم عليه بالسجن.
يحاول الآخرون، بقيادة بيلي مساعدة غابي. يترشح بيلي لمنصب عمدة المدينة ويفوز. يعتقل كرونر لارتكابه مخالفة بسيطة ويرسله إلى السجن. يستجوب بيلي وبقية العصابة كرونر ويحاولون إجباره على الاعتراف ببراءة غابي، لكن كرونر لا يتزحزح عن موقفه حتى يُظهِر له دليل على أن شركائه مارتينو ورئيس الإطفاء يخططان لمغادرة البلاد. يعترف ويعتقل مارتينو ورئيس الإطفاء ويرسلان إلى السجن.

## طاقم العمل
- آن شيريدان بدور جوي رايان
- بيلي هالوب بدور بيلي شافتر
- بوبي جوردن بدور بيرني سميث
- ليو غورسي بدور ليو فينيجان
- غابرييل ديل بدور لويجي باتيران
- هانتز هول بدور هانتز جارتمان
- بيرنارد بونسلي بدور لوك "سليبي" أركيليان
- رونالد ريغان بدور باتريك ريمسون
- بونيتا جرانفيل بدور بيجي فينيجان
- فرانكي توماس بدور جاب رايان
- مارغريت هاميلتون بدور الآنسة هانابيري
- مارجوري مين بدور السيدة أركيليان
- جرادي ساتون بدور غيلدرسليف (عمدة المدينة)
- ألدريش بوكر بدور تسليم المفتاح
- ساي كينديل بدور هاينز
- روبرت سترينج بدور سيمبكينز
- هنري أونيل بدور رامسون الأب
- إدواردو سيانيلي بدور مارتينو
- بيرتون تشيرشل بدور العمدة دولي
- ماينور واتسون بدور مالوني
- جاكي سيرل بدور ألفريد جونبلاتز
- بيرنارد نيدل بدور كرامر
- ديك ريتش بدور شافل
- ويليام هوبر بدور المصور (غير مذكور)

## روابط خارجية
- الملائكة تغسل وجوهها  في قاعدة بيانات الأفلام على الإنترنت (بالإنجليزية)
- الملائكة تغسل وجوهها في قاعدة بيانات تيرنر كلاسيك موفيز للأفلام.
- الملائكة تغسل وجوهها على فهرس معهد الفيلم الأمريكي